# Prügelknabe

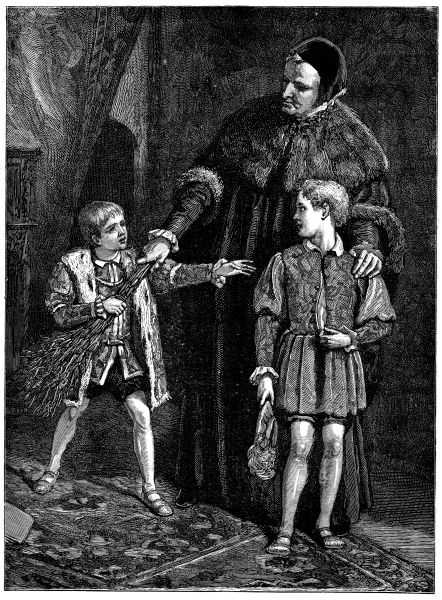
Edward and Whipping Boy. Illustration von Walter S. Stacey

Prügelknabe bezeichnete im Feudalismus einen Jungen niederen Ranges, der an Höfen anstelle des adeligen Nachwuchses bestraft wurde, wenn eine direkte Bestrafung der adeligen Kinder aufgrund des geringeren Ranges des Strafenden nicht zulässig war. Prügelknaben wuchsen oft zusammen mit dem adeligen Nachwuchs auf, wodurch eine soziale und emotionale Bindung entstand. So wirkte die körperliche Züchtigung des Prügelknaben als indirekte psychologische Strafe des adeligen Kindes.

## Heutige Begriffsverwendung
Heutzutage wird der Begriff Prügelknabe in der Regel als Synonym für einen Sündenbock verwendet, welcher als Ventil für soziale und/oder strukturelle Unstimmigkeiten dient. Dabei kann die heutige Begriffsverwendung der ursprünglichen durchaus nahekommen, wenn etwa einem Untergebenen (z. B. Mitarbeiter einer Firma) die Verantwortung für einen Fehler zugeschoben wird, den eigentlich ein Vorgesetzter (z. B. der Inhaber des Unternehmens) begangen oder durch seine Anweisungen zu verantworten hat.
Seltener wird der Begriff allgemein für Personen oder Personengruppen (z. B. Sportmannschaften) benutzt, die viele Niederlagen einstecken müssen.
Mitunter wird der Begriff Prügelknabe fälschlicherweise auch für Menschen verwendet, die andere Menschen misshandeln (also „verprügeln“). Dies widerspricht jedoch der eigentlichen Bedeutung des Wortes, nämlich dass ein Prügelknabe der Verprügelte und nicht der Prügelnde ist.